# Église Saint-Ausit de Croute
L'église Saint-Ausit, officiellement église Sainte-Christine après avoir été dédiée à Saint-Barthélémy, est une église catholique, à Lasserrade (Gers), en France. Le nom de saint Ausit vient d’un tombeau contenant les restes de ce supposé saint, qui avait une grande réputation pour guérir les maux d’oreille.

## Localisation
L'église est située dans le département français du Gers, dans le hameau de Croute, sur la commune de Lasserrade.

## Toponymie
Un sarcophage contenait les restes d’un saint Ovide. L’évolution linguistique en a fait saint Ausit, qui signifie en gascon « entendu », et ce saint fut invoqué pour guérir les maux d’oreille et les troubles de l’audition.

## Historique
L'édifice datant du XIIe siècle est classé au titre des monuments historiques en 1995.

## Mobilier
Sont inscrits à l'inventaire des monuments historiques :
- Un tableau de l'Assomption datant du XVIIIe siècle[2].
- Les fonts baptismaux en pierre[3].